# 500 Boylston Street
Le 500 Boylston Street est un immeuble de bureaux de style Post-moderne datant de 1989 et situé sur Boylston Street, dans la partie de Back Bay, à Boston. Il fut conçu par l’architecte  John Burgee avec Philip Johnson, le génie civil étant assuré par LeMessurier Consultants. L’édifice compte 25 étages pour une hauteur de 100 m. 
Les six premiers étages sont dédiés au commerce et petits bureaux. Au-dessus, on trouve dix-neuf étages dédiés aux bureaux plus spacieux.
Dans la série télévisée Boston Justice (2004-2008), c'est le siège de la firme Crane, Poole & Schmidt.